# Cerveteri
Cerveteri er en italiensk by og kommune i provinsen Viterbo i regionen Lazio, som var en etruskisk storby, kendt i dag især for den store etruskiske nekropolis Banditaccia, som blev optaget på UNESCO verdensarvsliste i 2004 sammen med Tarquinias etruskiske gravsteder. Storbyen Cisra/Caere var en del af den Etruskiske Liga og var på sit højdepunkt i år 600 fvt. beboet af mellem 25000-40000 indbyggere.. Byen er i dag desuden DOC vinsområde, kendt som Cerveteri DOC.

## Bynavn
Byens etruskiske navn var Cisra eller Caisra , de antikke romere kaldte byen Caere, de antikke grækere kendte den Agylla (Άγυλλα) og fønikerne kendte den som Kyšryʼ. Det italienske navn Cervetari stammer fra Caere Vetus, som den gamle bydel blev kaldt i det 13. århundrede for at skelne den fra den nyere bydel Caere Novum, som i dag udgør den moderne, beboede by Caere.

## Ærkologiske fund
Den antikke, etruskiske by var større end den moderne by i dag. Der var mindst 6 templer i byen, hvoraf to er udgravede i dag (et af disse templer var tilegnet gudinden Hera). Nekropolis og oldtidsbyens rester er så store, at de kun er delvist udgravede i dag og udgravningerne fortsætter. Nekropolis Banditaccia dækker cirka 400 hektar, hvoraf 10 ha kan blive set af besøgende, og indeholder cirka 1000 grave, hvoraf de store familiegrave af typen tumulus, og små simple grave. Et af de mest berømte grave er den store krypt, kaldt for Reliefernes Krypt (Tomba dei Rilievi), tilhørende den etruskiske familie Matuna, hvor væggene er dækket af bemalede relieffer af hverdagsredskaber.
Et af de mest kendte fund fra Cerveteri er den etruskiske sarkofag af terrakotta ler fra år 600 fvt, udformet som et halvt liggende, halvt siddende ægtepar, kaldt for Ægteparrets Sarkofag (Sarcofago degli Sposi eller Sarcophagus of the Spouses).